# Wanimagazine
Wanimagazine Co., Ltd. (株式会社ワニマガジン社?, Kabushiki Gaisha Wani Magajin-sha) è una casa editrice giapponese con sede a Shinjuku, Tokyo. Fondata il 10 settembre 1971, la società società è specializzata nella pubblicazione e vendita di riviste e manga hentai.

## Comic Kairakuten
Pubblicata dalla Wanimagazine, Comic Kairakuten (COMIC快楽天? gioco di parole che significa "paradiso del piacere"; derivato dai kanji 快楽?, kairaku, ovvero "piacere", e 楽天?, rakuten, cioè "ottimismo"), è la rivista mensile di ero manga più venduta in Giappone. Pubblicata per la prima volta nel 1995, Comic Kairakuten inizia come rivista mensile che, prima di diventare lentamente una rivista che contiene quasi esclusivamente manga per adulti, conteneva sia manga hentai che altri generi.
Comic Kairakuten è disponibile per l'acquisto presso i konbini in formato fisico; dal 2014, è disponibile anche in formato digitale. La pubblicazione della rivista ricade il 29 di ogni mese; fanno eccezione i mesi in cui il 29 è domenica o giorno festivo.

### Illustratori e mangaka
Durante il corso degli anni, le pubblicazioni di Comic Kairakuten sono state caratterizzate dalla presenza dei lavori di diversi illustratori e mangaka; alcuni di questi artisti sono: LINDA, Keito Koume, Hanaharu Naruco, NaPaTa, Kei, Michiking, Homunculus. Renge Murata che, sin dai primi numeri, ha realizzato molte delle copertine, produce mensilmente illustrazioni per la rivista, nella sua rubrica futuregraph.

## Comic X-Eros
Comic X-Eros (コミックゼロス?), è la versione spin-off di Comic Kairakuten. Pubblicato per la prima volta nel 2015 fuori dal Giappone da FAKKU, Comic X-Eros è la prima la rivista ero manga ad essere stata ufficialmente pubblicata in inglese. La versione inglese viene pubblicata lo stesso giorno di quella giapponese, rendendola anche la prima rivista del genere ad essere pubblicata in una lingua diversa dal giapponese.
La versione giapponese di Comic X-Eros è disponibile anche a Hong Kong, Taiwan, Singapore e Malaysia, attraverso il servizio di distribuzione digitale Komiflo.

### Annotazioni
1. ↑  In questi casi la pubblicazione ha luogo tra il 27 ed il 30 del mese in questione.
2. ↑  FAKKU è considerata la più grande casa editrice statunitense di hentai.

### Fonti
1. 1 2 3  (JA) 会社概要, su ワニマガジン社, 11 aprile 2017. URL consultato il 4 agosto 2020.
2. ↑  (EN) Dominique Andrée Lief, Erotic Manga, its Artists, and the Pressures of Censorship Censorship (PDF), su pdx.edu, Portland State University, 22 novembre 2019. URL consultato il 17 giugno 2021.
3. ↑  (JA) 村田蓮爾公式HP-PSEWEB-, su 村田蓮爾公式HP-PSEWEB-. URL consultato il 18 giugno 2021.
4. ↑  (JA) Komiflo • エロマンガ読み放題サービス, su komiflo.com. URL consultato il 14 giugno 2021.